# Dorumon
Dorumon (ドルモン?, DORUmon) è un Digimon di livello intermedio del media franchise giapponese Digimon, che comprende anime, manga, giocattoli, videogiochi, carte collezionabili ed altri media. Appare nel film anime del 2005 Digital Monster X-Evolution e ne è il protagonista. Benché altri Dorumon fossero già apparsi nella serie manga Digimon Chronicle, a cui X-Evolution è ispirata, e nel manhua D-Cyber, la particolarità di questo Dorumon è la totale assenza di un partner umano.

## Aspetto e caratteristiche
Il nome originale di Dorumon, "DORUmon", deriva dall'acronimo in lingua inglese "DIGITAL OR UKNOWN-MONSTER" ("MOSTRO DIGITALE O SCONOSCIUTO") e dal suffisso "-mon" (abbreviazione di "monster"), che tutti i Digimon hanno alla fine del loro nome. Il nome "DORUmon" significa quindi "mostro digitale o sconosciuto". "Dorumon" è invece il nome utilizzato in tutti gli altri paesi del mondo, ma il significato del nome permane quello originale.
Dorumon è una sorta di furetto viola di medie dimensioni, con petto, addome e punte del muso, della coda e delle sue quattro zampe di colore bianco. Nonostante la somiglianza con il furetto, Dorumon è un Digimon che solitamente sta eretto sulle zampe posteriori, in una posa simile a quella di un Tirannosauro o di un Velociraptor. Le sue orecchie, simili a quelle di una lince, presentano diverse striature nere, mentre sul suo dorso sono presenti due piccole ali draconiche nere, che però sono di dimensioni troppo ridotte per permettere al Digimon di volare. Infine, sulla fronte del Digimon è presente una gemma triangolare molto simile a quella di Calumon, benché più grande e circondata da un bordo nero.

## Apparizioni
Il misterioso piccolo Digimon di nome Dorumon, caratterizzato dalla strana pietra rossa apposta alla sua fronte, è, in realtà, non un Digimon, bensì un essere artificiale creato da Yggdrasil, il computer senziente che controlla Digiworld, intenzionato ad usarlo per passare alla seconda fase del suo piano chiamato "Progetto Arca".
Liberato a Digiworld, Dorumon viene ostracizzato poiché è in possesso dell'Anticorpo X e viene minacciato da altri Digimon, tra cui un Leomon, che lo cerca per reclamare per sé l'Anticorpo X. Scappando da Leomon attraverso una foresta, per Dorumon sembra ormai finita quando Leomon rinuncia al suo intento, sapendo che, anche con l'Anticorpo X, non avrebbe comunque vissuto a lungo. Quindi, dopo aver chiesto a Dorumon di vivere anche per lui nel nuovo Digiworld, il Digimon muore.
Maltrattato da un gruppo di Mushroomon e costretto a fuggire tuffandosi in un fiume, Dorumon si rifugia quindi in un vecchio tempio in una regione arida della piana, dove presto viene a contatto con WarGreymon X, che si trova nel bel mezzo di una battaglia con il Cavaliere Reale Omnimon e che chiede a Dorumon di prendersi cura di Tokomon fino al suo ritorno. Dorumon acconsente alla richiesta, felice di aver trovato un amico, ma i due presto sono testimoni di un altro attacco di Omnimon, stavolta ai danni di un'orda di Digimon innocenti. Dorumon e Tokomon vengono quindi scoperti e, benché entrambi tentino coraggiosamente di combattere contro il Cavaliere Reale, finiscono quasi per essere eliminati da lui finché non arrivano WarGreymon X e MetalGarurumon X a salvarlo. Nel corso della susseguente battaglia, tuttavia, Tokomon viene ferito a morte e MetalGarurumon X utilizza il suo Anticorpo X per riportarlo in vita come Tokomon X. Indebolito da quest'atto, MetalGarurumon X collassa al suolo e Dorumon, credendo che sia morto, viene travolto dalle emozioni e dai ricordi di Leomon. Digievolve quindi alla sua forma di livello campione, Dorugamon.
Alla fine del film, Dorumon, trasformato in Alphamon, sacrifica se stesso per sconfiggere Dexmon, la sua altra metà negativa, e dona il suo Anticorpo X ad Omnimon, in parallelo a ciò che Leomon fece per lui. Si unisce quindi a Dexmon e regredisce in Dorumon, che si riunisce infine a Tokomon X.

## Altre forme
Il nome "Dorumon" si riferisce solo alla forma al livello intermedio di questo Digimon. Durante il film, Dorumon acquisisce l'abilità di digievolvere in un certo numero di forme più potenti, ognuna con un nome e degli attacchi speciali differenti. Tuttavia, il livello intermedio costituisce la sua forma preferita e quella in cui passa la maggior parte del tempo.

### Dorugamon
Dorugamon (ドルガモン?, DORUgamon) è la forma al livello campione di Dorumon. Il significato del nome "Dorugamon" (uguale a quello del suo corrispettivo giapponese, "DORUgamon") è lo stesso di quello della sua forma di livello intermedio, con l'aggiunta della sillaba "ga" che è un abbreviativo dell'onomatopea giapponese "garuru", che indica il suono di un ruggito. Il nome "Dorugamon" significa quindi "mostro digitale o sconosciuto che ruggisce".
Dorugamon è un Digimon animale di colore viola chiaro, con striature blu su tutto il corpo. Come Dorumon, ha petto, addome e punte del muso, della coda e delle sue quattro zampe di colore bianco, mentre i tre artigli presenti sulle sue zampe sono rossi. Dorugamon, come Dorumon, è ancora eretto sulle zampe posteriori ed è quindi ancora un animale bipede. Contrariamente a Dorumon, però, le sue ali sono ora molto grosse, fattore che ora gli consente di volare.
Dopo essere digievoluto da Dorumon, Dorugamon viene catturato da Magnamon ed i suoi dati vengono divisi da Yggdrasil per creare DexDorugoramon. DexDorugoramon produce poi delle uova, che si schiudono e danno vita ad uno sciame di DexDoruGreymon, che Yggdrasil utilizza per distruggere completamente Digiworld. Dopo essere stato trasportato da Wizardmon attraverso un tunnel mentre si trovava in stato di incoscienza, Dorugamon si sveglia durante l'attacco dello sciame di DexDoruGreymon e digievolve in DoruGreymon, travolto dalle emozioni della battaglia che confluiscono in lui.

### DoruGreymon
DoruGreymon (ドルグレモン?, DORUgremon) è la forma al livello evoluto di Dorumon. Il significato del nome "DoruGreymon" (uguale a quello del suo corrispettivo giapponese, "DORUgremon") è lo stesso di quello della sua forma di livello intermedio, con l'aggiunta della parola inglese "Grey", forma errata dalla parola "great", che significa grande. Il nome "DoruGreymon" significa quindi "grande mostro digitale o sconosciuto".
DoruGreymon è un Digimon animale di colore rosso, con striature nere su tutto il corpo. Come le sue forme precedenti, ha petto, addome e punte del muso, della coda e delle sue quattro zampe di colore bianco, mentre i tre artigli presenti sulle sue zampe sono rossi. Contrariamente alle sue forme precedenti, DoruGreymon è un animale quadrupede. Possiede ora ben otto ali bianche, oltre ad una criniera dello stesso colore, ed un corno metallico sul suo muso. Inoltre, le sue ali e la punta della sua coda sono coperti da spuntoni dorati. Quello presente sulla coda è più grande degli altri ed attaccato ad esso c'è una cordicella.
Dopo che Dorugamon digievolve in DoruGreymon per combattere contro lo sciame di DexDoruGreymon, Gallantmon X gli garantisce l'accesso al regno di Yggdrasil per apprendere i segreti della sua creazione. Una volta lì, dopo aver rischiato la vita in battaglia contro Omnimon, DoruGreymon assume la sua forma di livello mega, rivelando infine la sua vera forma ed il suo destino - è Alphamon, leader leggendario dei Cavalieri Reali.

### Alphamon
Alphamon (アルファモン?) è la forma al livello mega di Dorumon. Il nome "Alphamon" deriva dalla frase greca "Io sono l'Alfa e l'Omega" (ἐγὼ τὸ Α καὶ τὸ Ω Egō to Alpha kai to Omega), un appello rivolto a Gesù nel Libro della Rivelazione, e dal suffisso "-mon" (abbreviazione di "monster"), che tutti i Digimon hanno alla fine del loro nome. Il suo nome, quindi, è traducibile come "mostro dell'inizio" o "mostro della creazione".
Il suo aspetto fisico è imponente, fasciato interamente da un'armatura nera con inserti dorati. Ha degli occhi giallo ambra, mentre sul suo dorso sono presenti due lunghe estensioni che si dipartono dalle sue spalle. Indossa un mantello bianco dall'interno blu scuro; infine, sulle sue spalle è presente il simbolo della Zero Unit invertito. Alphamon custodisce al suo interno il misterioso Anticorpo X, presente in lui sotto forma della gemma rossa che ha sulla fronte. È inoltre l'unico dei Cavalieri Reali a disporre dell'Anticorpo X nella sua forma normale: non esiste infatti una forma di Alphamon priva dell'Anticorpo X.
Quando viene attaccato da Omnimon, DoruGreymon digievolve in Alphamon, riacquistando i suoi ricordi. Alphamon dice ad Omnimon che non può perdonare Yggdrasil e così Omnimon si schiera immediatamente dalla sua parte e lo porta a vedere Yggdrasil. Nel lasso di tempo che intercorre da quando i due Cavalieri Reali lasciano Magnamon a quando incontrano DexDorugoramon, Alphamon si potenzia e raggiunge la sua forma Ouryuuken, indicata espressamente dalle sue ali.

### Alphamon (Ouryuuken)
Alphamon (Ouryuuken) (アルファモン王竜剣?) è una versione potenziata di Alphamon, che ha le ali e l'abilità di invocare la Kyuukyokusenjin Ouryuuken (究極戦刃王竜剣? lett. "Lama da Guerra Definitiva della Spada del Re Drago"), la sua arma distintiva.
La denominazione "Ouryuuken" che si aggiunge al nome originale di Alphamon significa "Spada del Re Drago". Tuttavia, come detto, l'aspetto fisico del Digimon non cambia molto. Infatti, in questa forma Alphamon acquisisce un paio di ali dorate, che si sviluppano dalle estensioni presenti sul suo dorso, e la sua già nominata spada leggendaria.
Dopo che Alphamon si potenzia in questa forma, lui e Omnimon affrontano DexDorugoramon, che Alphamon riesce a distruggere con il suo attacco Digitalize of Soul. I due Cavalieri Reali entrano quindi nel santuario interno di Yggdrasil per distruggere il supercomputer, ma appare Dexmon, la forma riformata di DexDorugoramon, scatenando una violenta battaglia. Alphamon attacca Dexmon, ma il corpo del Cavaliere Reale soffre di tutti i danni che lui stesso infligge a Dexmon. Ciò porta Alphamon a capire che Dexmon è la sua "altra metà", creata dai dati che Yggdrasil aveva rimosso dal corpo di Dorugamon. Conscio di ciò, il Digimon scaglia la sua lama come un boomerang ed afferra Dexmon mentre la spada sta per tornare, facendo in modo che essa trafigga entrambi. Quindi, Alphamon trasferisce il suo Anticorpo X a Omnimon prima di fondersi nuovamente con Dexmon e di regredire in Dorumon.